# Tung-feng (raketa)

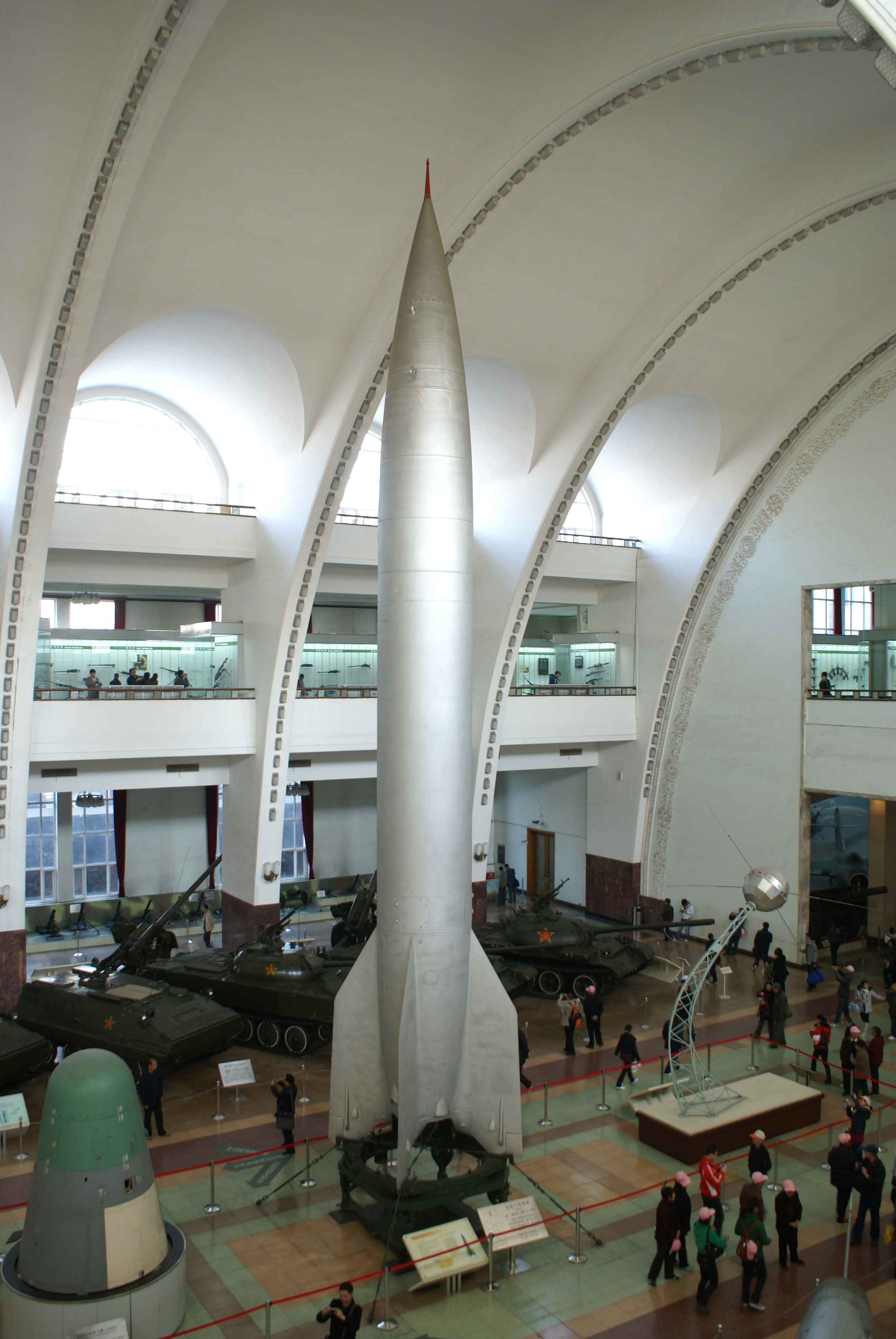
Raketa Dong Feng 1 v Pekingském muzeu

Dong Feng (čínsky: 东风导弹, česky Východní vítr) je řada balistických mezikontinentálních střel vyvíjených Čínskou lidově demokratickou republikou. Typické značení střel řady Dong Feng je zkratka DF nebo CSS. Mezikontinentální střely Dong Feng také tvoří základ kosmických nosičů Dlouhý pochod.

## Vznik střel řady Dong Feng
Po podpisu Čínsko-sovětské smlouvy o přátelství, spojenectví a vzájemné pomoci v roce 1950, dodal Sovětský svaz Číně rakety R-1 (SS-1), R-2 (SS-2) a R-11F. Tyto rakety vycházely ještě z druhoválečné řady německých raket V-2. Přes zastaralou koncepci byly zařazeny do licenční výroby a do výzbroje Čínské armády s vlastním označením Východní vítr.
Kromě licenční výroby začali Číňané vyvíjet vlastní rakety z nichž oficiálně první byla střela Dong Feng 2 (CSS-1) vyvinutá v 60. letech minulého století.